# جورجيوس ستيفانوبولوس
جورجيوس ستيفانوبولوس (باليونانية: Γιώργος Στεφανόπουλος)‏ (مواليد 31 مارس 1962) هو ملاكم يوناني، مثّل بلاده في الألعاب الأولمبية الصيفية في دورتي 1984 و1992.

## روابط خارجية
جورجيوس ستيفانوبولوس على موقع أوليمبيديا (الإنجليزية)